# Albert S. Burleson
Albert Sidney Burleson, né le 7 juin 1863 à San Marcos (Texas) et mort le 24 novembre 1937 au même endroit, est un homme politique américain. Membre du Parti démocrate, il est représentant du Texas entre 1899 et 1913 puis Postmaster General des États-Unis entre 1913 et 1921 dans l'administration du président Woodrow Wilson.

## Source
- (en) Cet article est partiellement ou en totalité issu de l’article de Wikipédia en anglais intitulé « Albert Sidney Burleson » (voir la liste des auteurs).